# Palazzo della Grande Loggia

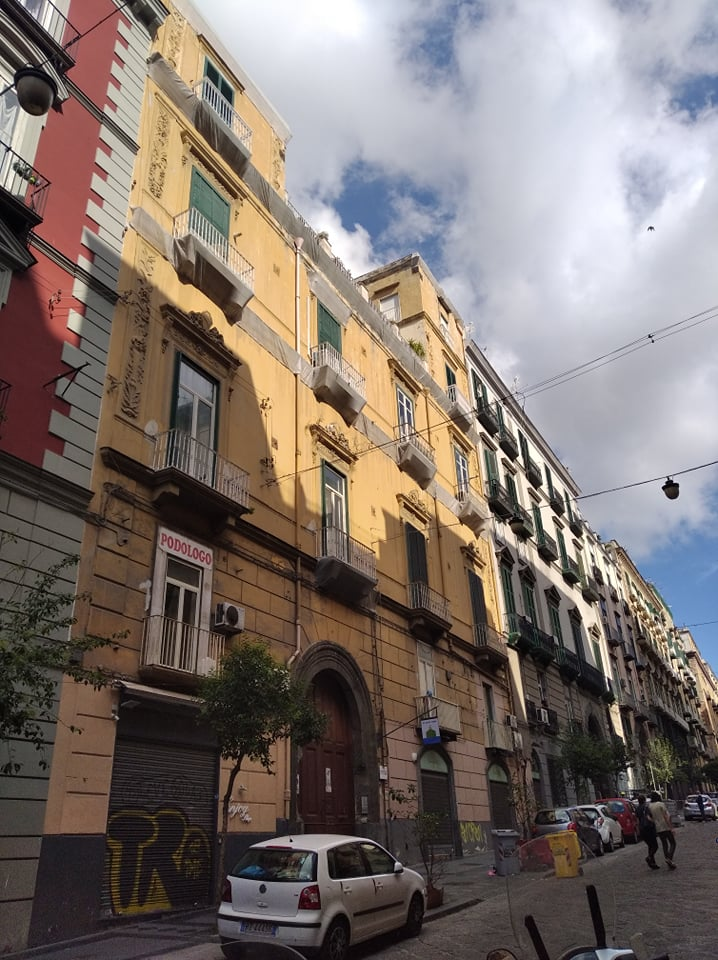
Palazzo della Grande Loggia in Neapel

Der Palazzo della Grande Loggia ist ein Palast aus dem 15. Jahrhundert im Viertel Pendino in Neapel in der italienischen Region Kampanien. Er liegt an der Via Duomo, 214. Heute ist dort das Konsulat der Republik Polen untergebracht.

## Geschichte
Der Palast hat seine Ursprünge im 15. Jahrhundert und zeigt eine optimale Synthese der damaligen Baustile in Neapel: Es gibt dort Elemente der Renaissance und andere des durres-katalanischen Stils. Das Gebäude wurde im Laufe der Jahrhunderte mehrmals umgebaut, bis es im 19. Jahrhundert seine neue Fassade zur Via Duomo erhielt.

## Beschreibung

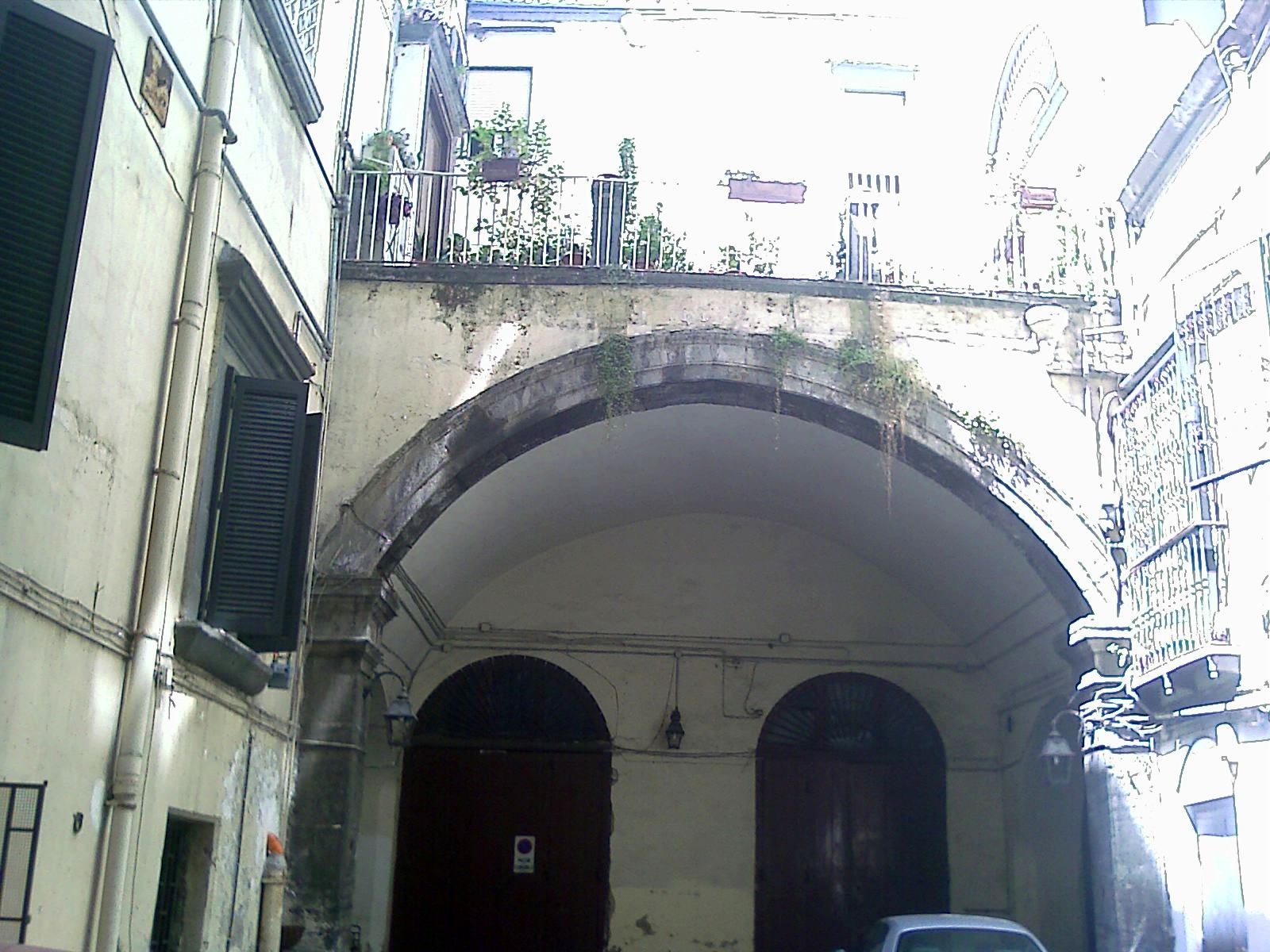
Detail eines Bogens

Die Fassade zeigt einen eklektischen Charakter, wie er für das 19. Jahrhundert typisch ist: Bis zum Zwischengeschoss ist sie mit glattem Bossenwerk verkleidet; die anderen Stockwerke dagegen sind durch eine eher klassische Dekoration bemerkenswert und das Gebäude wurde aufgestockt. Der Empfangssalon ist durch ein großes Tor in Piperno mit polygonalen Sektionen gekennzeichnet, was für den Durres-Stil typisch ist.
Den Innenhof kennzeichnet ein Korbbogen, ein Element, das die katalanische Architektur wieder aufnimmt und an der Rückwand dieses Raumes liegt. Auf der rechten Seite öffnet sich eine Loggia mit vier Bögen aus Piperno mit polygonalem Profil.